# Liga Mundial de Polo Aquático Masculino de 2017
A Liga Mundial de Polo Aquático Masculino de 2017 foi a 17º edição da Liga Mundial, organizado pela FINA. A Super Final aconteceu de 20 a 25 de junho daquele ano.